# Hamburg Airways
Hamburg Airways is een voormalige Duitse luchtvaartmaatschappij die zowel lijn- als chartervluchten uitvoerde voor touroperators.

## Geschiedenis

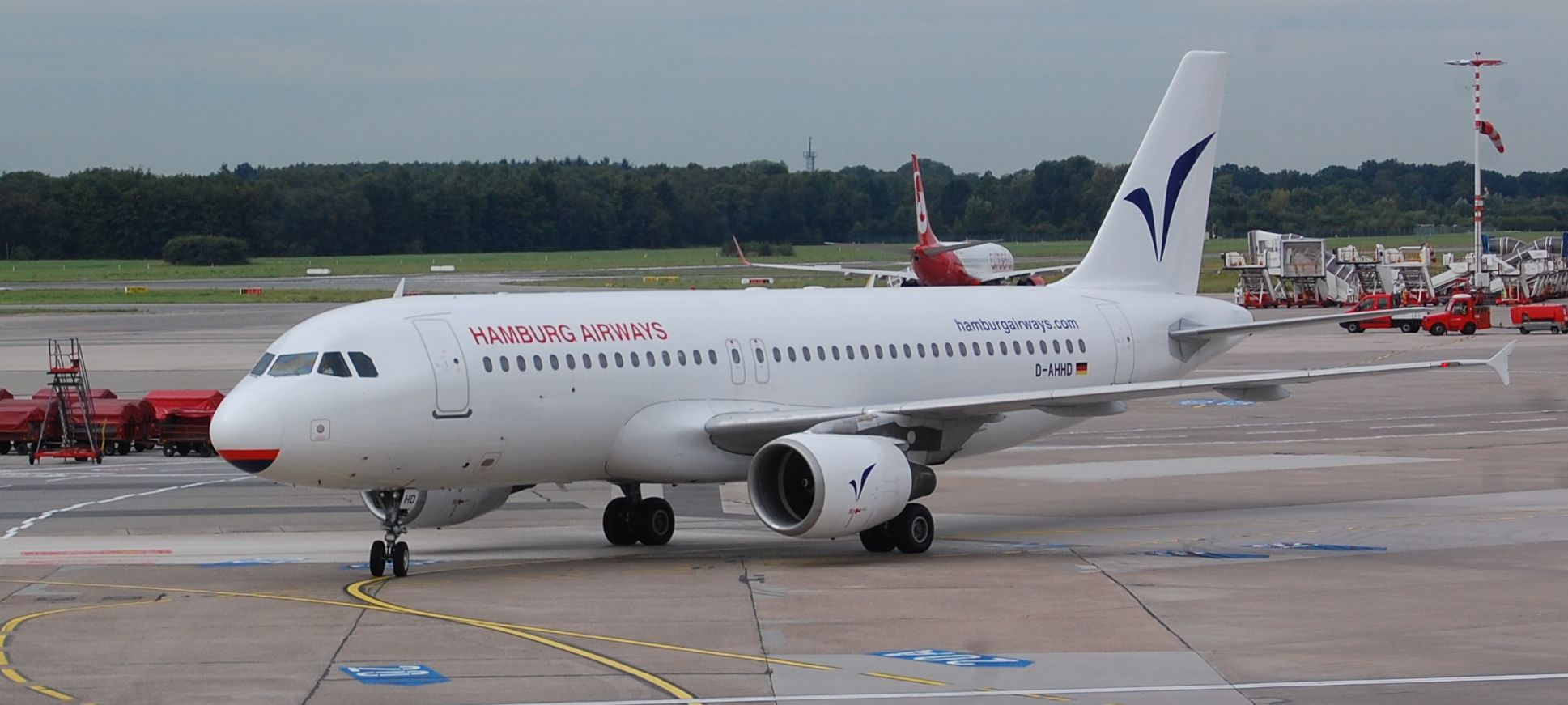

Hamburg Airways werd opgericht in december 2010 nadat het faillissement van Hamburg International een gat gelaten had in de markt van de vakantievluchten. In januari 2015 werd Hamburg Airways failliet verklaard.

## Vloot
Op 21 oktober 2014 bestond de vloot van Hamburg Airways uit volgende toestellen:
- 1 Boeing 737-400
- 4 Airbus A320-200